# 利奥·塞克斯顿
利奥·塞克斯顿（英語：Leo Sexton，1909年8月27日—1968年9月6日），美国男子田径运动员，主攻铅球。他曾代表美国参加1932年夏季奥林匹克运动会田径比赛，获得男子铅球金牌。